# Kanelbulle
Il kanelbulle (plurale kanelbullar, "girella alla cannella") è un dolce nato in Svezia negli anni venti del XX secolo, diffuso come dolce da colazione o dessert in Nord Europa e in America. In Svezia è particolarmente popolare e viene spesso consumato nel fika, la tradizionale pausa caffè con il dolce.
Consiste in un impasto lievitato, che viene coperto con un sottile strato di una mistura di burro, zucchero e cannella, quindi viene arrotolato, tagliato a fette (solitamente guarnite con granella di zucchero) e infine cotto.

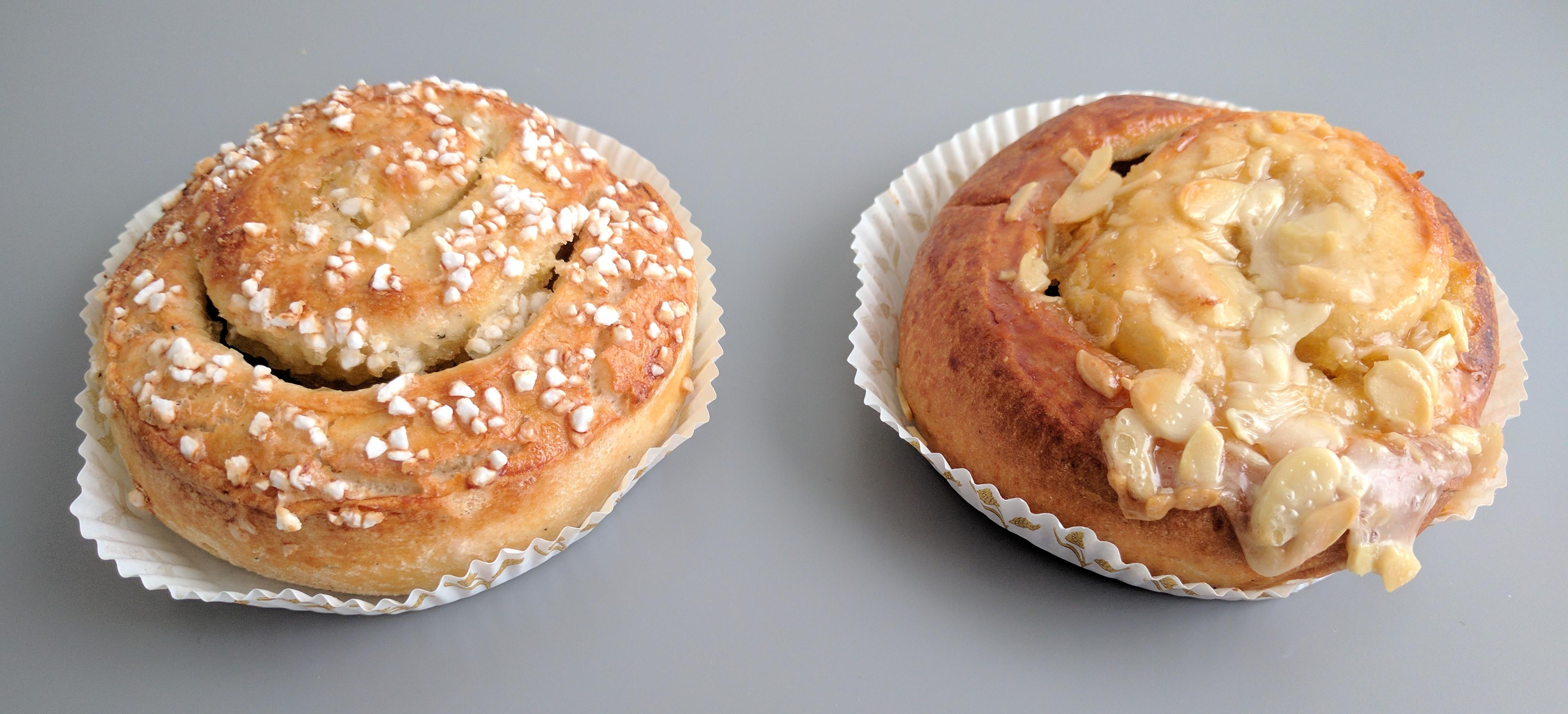
Un vaniljbulle (sinistra) e un toscabulle (destra).

Due varianti comuni in Svezia sono il vaniljbulle (rotolo alla vaniglia), preparato in maniera analoga ma aromatizzato con vaniglia al posto della cannella, e il toscabulle (rotolo Tosca), senza cannella e guarnito con una glassa di burro e scaglie di mandorla (analogamente alla toscakaka). Dolci simili in altri paesi sono il Franzbrötchen in Germania, il korvapuusti in Finlandia, lo skillingsbolle in Norvegia, e il kanelsnegl in Danimarca.